# Cemeng Bakalan
Cemeng Bakalan is een bestuurslaag in het regentschap Sidoarjo van de provincie Oost-Java, Indonesië. Cemeng Bakalan telt 3386 inwoners (volkstelling 2010).